# Geiselhöring

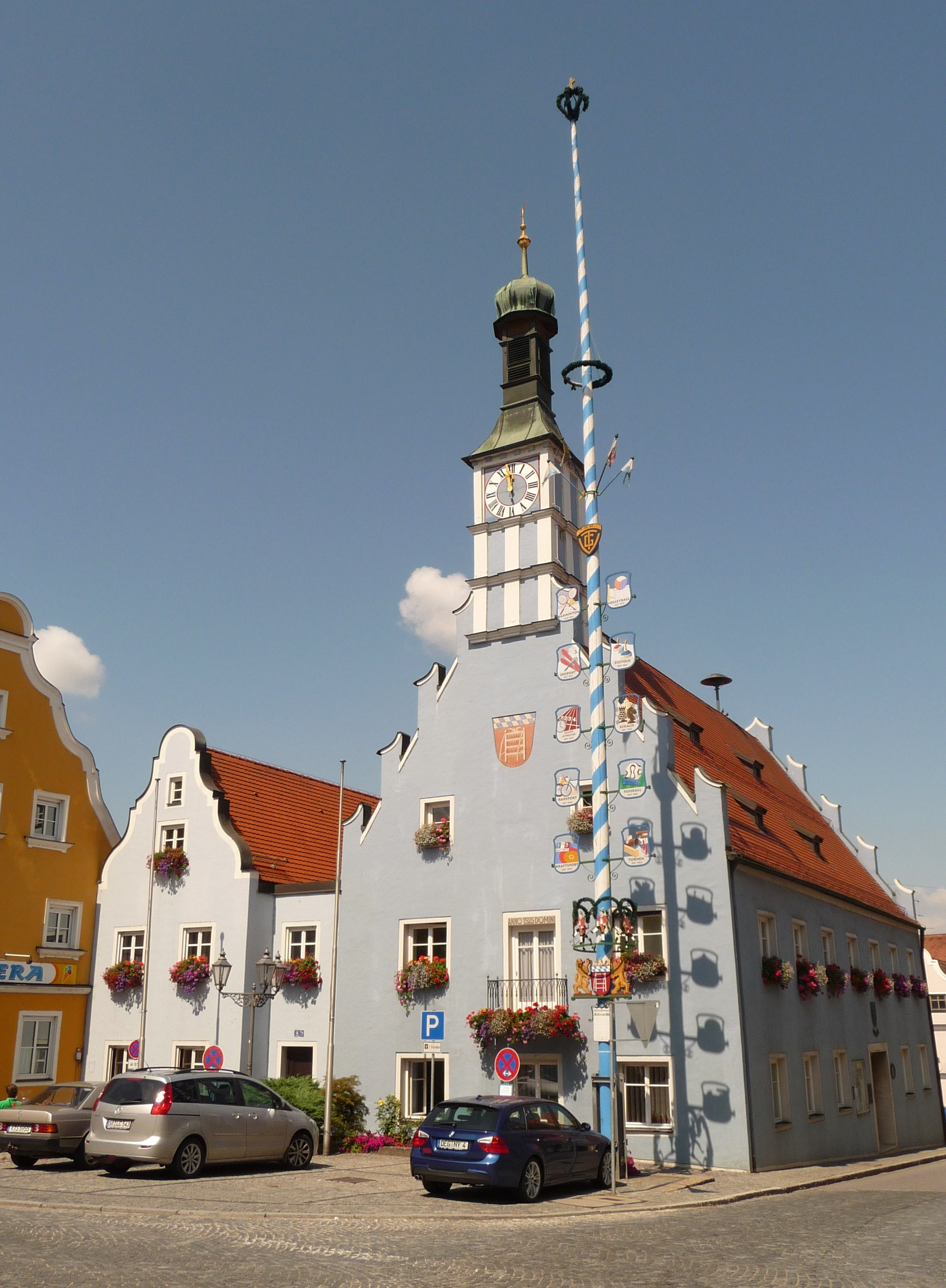
Geiselhöring (primăria)

Geiselhöring este un oraș din Bavaria Inferioară, landul Bavaria, Germania.